# Мигранты (фильм)
«Мигранты» — советский фильм режиссёра Валерия Приёмыхова, снятый в 1991 году. Премьера состоялась в октябре 1992 года.

## Сюжет
В одном из московских ресторанов знакомятся мигранты из России — Полина и Павел. Она принимает Павла за москвича, он её — за проститутку. Они попадают в милицию в качестве бомжей, а потом они сближаются.

## В ролях
- Оксана Арбузова — Полина
- Андрей Андреев — Павлик (Павел Михайлович)
- Нина Русланова — Нина Андреевна, мать Павла
- Екатерина Васильева — сотрудница ОВИРа
- Ирина Климова — подруга Полины
- Юлия Рогачкова — Галя
- Алексей Жарков — Виктор
- Денис Карасёв — Миша, приятель Павла
- Георг Фризен — Георг, иностранец

## Критика
- Как отметил киновед Фёдор Раззаков, когда в 1990 году съёмки закончились, система проката в СССР приходила в упадок и картину никто не посмотрел. Хотя за границей фильм оценили.[1]

## Награды и номинации
- Специальный приз МКФ кино в Сан-Ремо (1992)